# Pelturagonia
Pelturagonia — рід ігуаноподібних ящірок родини агамових (Agamidae). Представники цього роду мешкають в Індонезії і Малайзії, на території Суматри і Калімантану. Традиційно їх відносили до роду Phoxophrys, однак за результатами дослідження 2019 року вони були переведені до відновленого роду Pelturagonia.

## Опис
Представники роду Pelturagonia є досить схожими на япалур з роду Japalura, але відрізняється низкою ознак, зокрема відсутністю спинного гребеня та відносно коротшою та глибшою головою. У самців Pelturagonia хвіст широкий біля основи  і сплющений зверху, тоді як у самиць хвіст циліндричної форми.

## Види
Рід Pelturagonia нараховує 5 видів:
- Pelturagonia anolophium Harvey, Larson, Jacobs, Shaney, Streicher, Hamidy, Kurniawan, & Smith, 2019
- Pelturagonia borneensis (Inger, 1960)
- Pelturagonia cephalum Mocquard, 1890
- Pelturagonia nigrilabris (W. Peters, 1864)
- Pelturagonia spiniceps (M.A. Smith, 1925)

## Етимологія
Наукова назва роду Pelturagonia походить від сполучення слів дав.-гр. πελτη — невеликий щит, ουρα — хвіст і γωνια — ріг.